# Castellà burgalès
El burgalès és el castellà que es parlava al centre i sud de l'actual província de Burgos. L'àrea nord corresponia al dialecte de la muntanya de Cantàbria. Feia de referència pels altres tres dialectes quan el castellà només es parlava a la Meseta nord.
Alguns caràcters són:
- Evolució del grup -MB- llatí cap a -m-:
  - amiar, amos, en comptes de cambiar i ambos com avui
- Evolució de la GE-, GI-, IA-, IO-, IU- llatins cap a és-, yi-, ya-, yo-, yu-:
  - yugo, yerno, yermo, yunta, yuso, yentes, substituït pel llatinisme gentes d'avui.